# كريستوفر كوك (رسام)
كريستوفر كوك (بالإنجليزية: Christopher Cook)‏ هو رسام بريطاني، ولد في 1959.